# Đức Bồng
Đức Bồng là một xã thuộc huyện Vũ Quang, tỉnh Hà Tĩnh, Việt Nam.

## Địa lý
Xã Đức Bồng có 1.260,40 ha diện tích tự nhiên và 2.855 nhân khẩu.

## Lịch sử
Nghị định số 112/2003/NĐ-CP ngày 03 tháng 10 năm 2003: Nghị định thành lập thị trấn thuộc các huyện Cẩm Xuyên và Vũ Quang, đổi tên xã Vũ Quang thành Hương Quang thuộc huyện Vũ Quang, tỉnh Hà Tĩnh.